# Гриньоль (Дордонь)
Гриньо́ль (фр. Grignols) — коммуна во Франции, находится в регионе Аквитания. Департамент — Дордонь. Входит в состав кантона Сент-Астье. Округ коммуны — Перигё.
Код INSEE коммуны — 24205.

## География

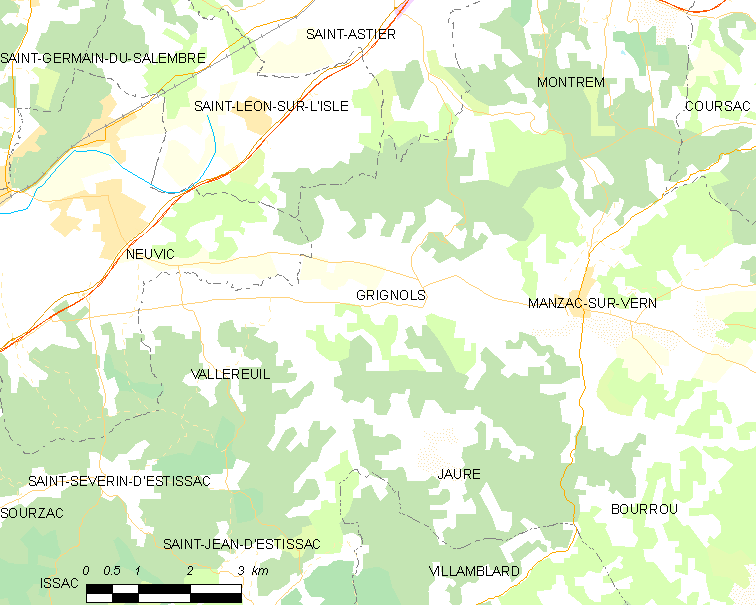
Карта коммуны

Коммуна расположена приблизительно в 450 км к югу от Парижа, в 95 км восточнее Бордо, в 18 км к юго-западу от Перигё.
По территории коммуны протекает река Верн.

### Климат
Климат умеренный океанический со средним уровнем осадков, которые выпадают преимущественно зимой. Лето здесь долгое и тёплое, однако также довольно влажное, здесь не бывает регулярных периодов летней засухи. Средняя температура января — 5 °C, июля — 18 °C. Изредка вследствие стечения неблагоприятных погодных условий может наблюдаться непродолжительная засуха или случаются поздние заморозки. Климат меняется очень часто, как в течение сезона, так и год от года.

## Население
Население коммуны на 2010 год составляло 584 человека.
| 1962 | 1968 | 1975 | 1982 | 1990 | 1999 | 2010 |
| ---- | ---- | ---- | ---- | ---- | ---- | ---- |
| 484  | 485  | 487  | 456  | 526  | 543  | 584  |

## Администрация
| Период | Период | Фамилия            | Партия                  | Примечания     |
| ------ | ------ | ------------------ | ----------------------- | -------------- |
| ?      | 1995   | Камиль Ги Мирабель | Социалистическая партия | пекарь         |
| 1995   | 2008   | Жерар Рибо         |                         |                |
| 2008   | 2014   | Жан-Жак Мюра       | Социалистическая партия | пенсионер SNCF |
| 2014   | 2020   | Патрик Гессе       | Разные левые            |                |

## Экономика
В 2010 году среди 388 человек трудоспособного возраста (15-64 лет) 272 были экономически активными, 116 — неактивными (показатель активности — 70,1 %, в 1999 году было 66,9 %). Из 272 активных жителей работали 252 человека (137 мужчин и 115 женщин), безработных было 20 (5 мужчин и 15 женщин). Среди 116 неактивных 23 человека были учениками или студентами, 66 — пенсионерами, 27 были неактивными по другим причинам.

## Достопримечательности
- Церковь святого Фронта (XV век). Исторический памятник с 1948 года[5]
- Руины замка Гриньоль (XIV век). Исторический памятник с 1928 года[6]
- Замок Шольн

## Фотогалерея

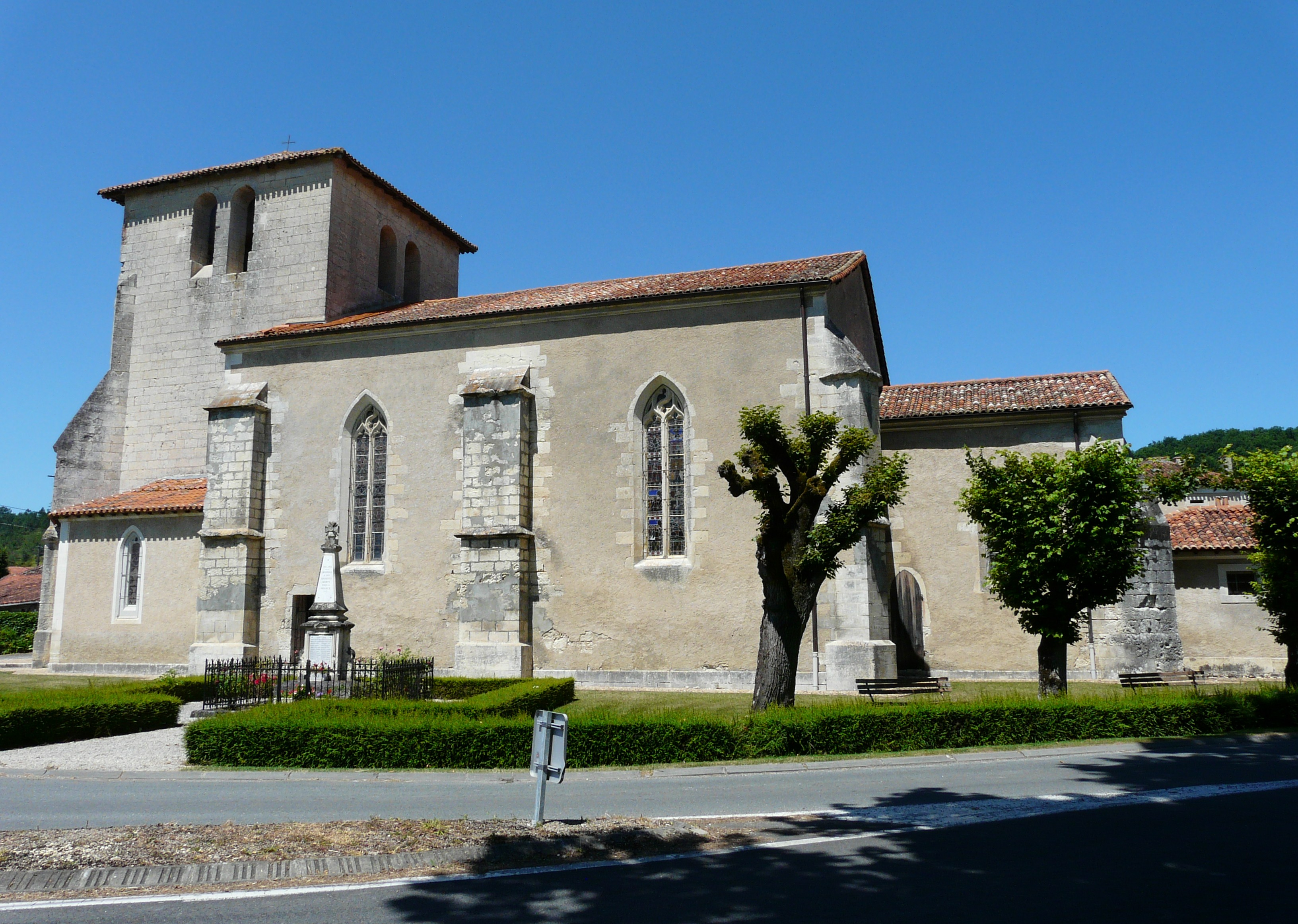
Церковь Св. Фронта
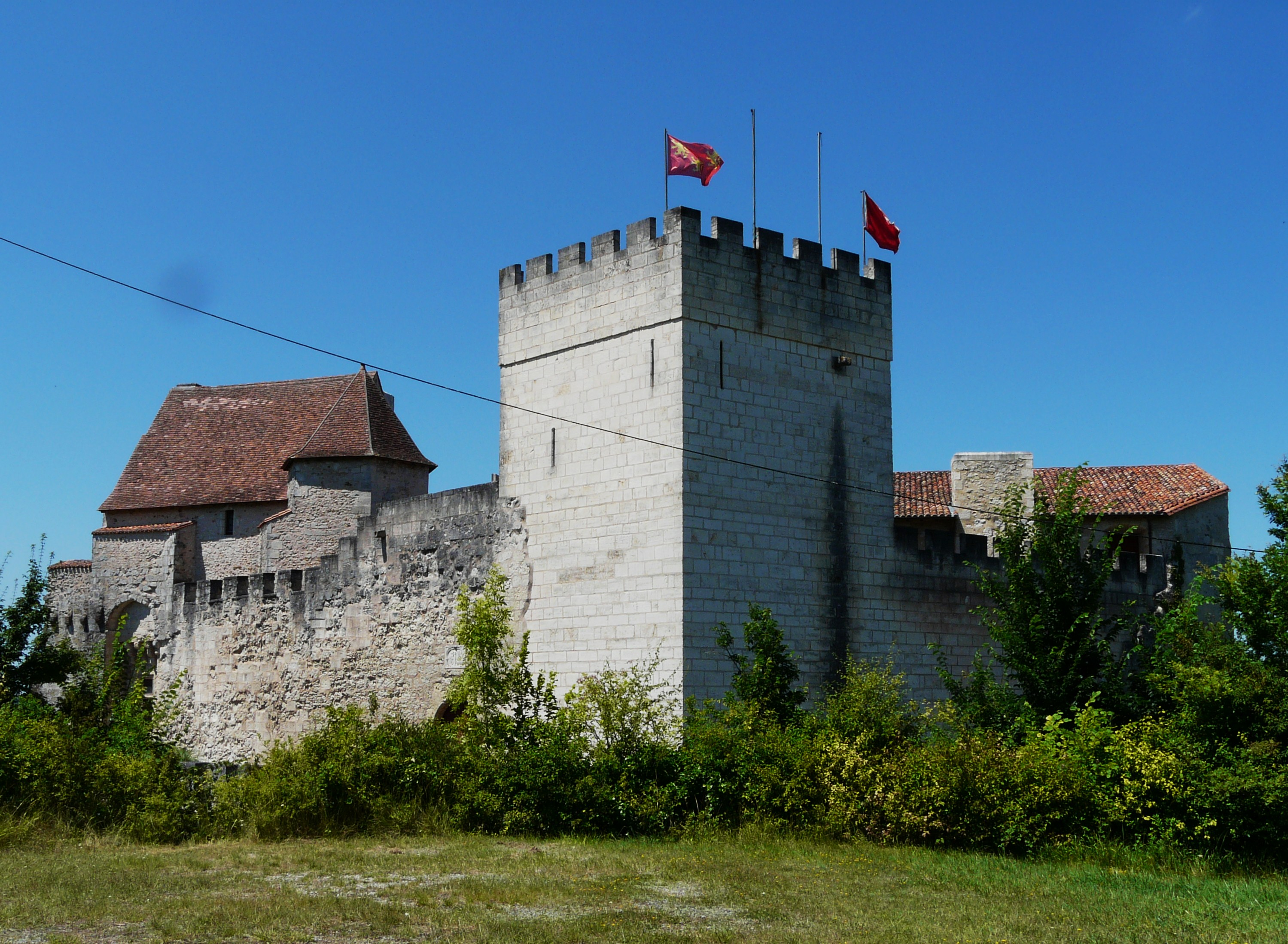
Замок Гриньоль